# Чемпионат мира по бобслею и скелетону 1995
47-й чемпионат мира по бобслею и скелетону прошёл с 20 февраля по 5 марта 1995 года в городах Винтерберг (Германия, бобслей) и в Лиллехаммере (Норвегия, скелетон).

## Бобслей

### Соревнование двоек
| Золото                       | Серебро                | Бронза                     |
| Кристоф Ланген, Олаф Хампель | Пьер Людерс, Джэк Пайк | Эрик Алард, Эрик Ле Шанони |

### Соревнование четвёрок
| Золото                                                      | Серебро                                                      | Бронза                                                   |
| Вольфганг Хоппе, Рене Ханнеман, Ульф Хильшер, Карстен Эмбах | Хубер Шёссер, Томас Шролль, Герхард Рёдль, Мартин Шютценауэр | Харальд Чудай, Торстен Фосс, Удо Леман, Александер Шелиг |

## Скелетон

### Соревнования у мужчин
| Место | Спортсмен       | Страна    |
| ----- | --------------- | --------- |
|       | Юрг Венгер      | Швейцария |
|       | Кристиан Ауер   | Австрия   |
|       | Райан Дэвенпорт | Канада    |

## Медальный зачёт
| Место | Страна    | Золото | Серебро | Бронза | Всего |
| ----- | --------- | ------ | ------- | ------ | ----- |
| 1     | Германия  | 2      | 0       | 1      | 3     |
| 2     | Австрия   | 0      | 2       | 0      | 2     |
| 3     | Канада    | 0      | 1       | 1      | 2     |
| 4     | Швейцария | 1      | 0       | 0      | 1     |
| 5     | Франция   | 0      | 0       | 1      | 1     |